# Corrente di Capo Horn

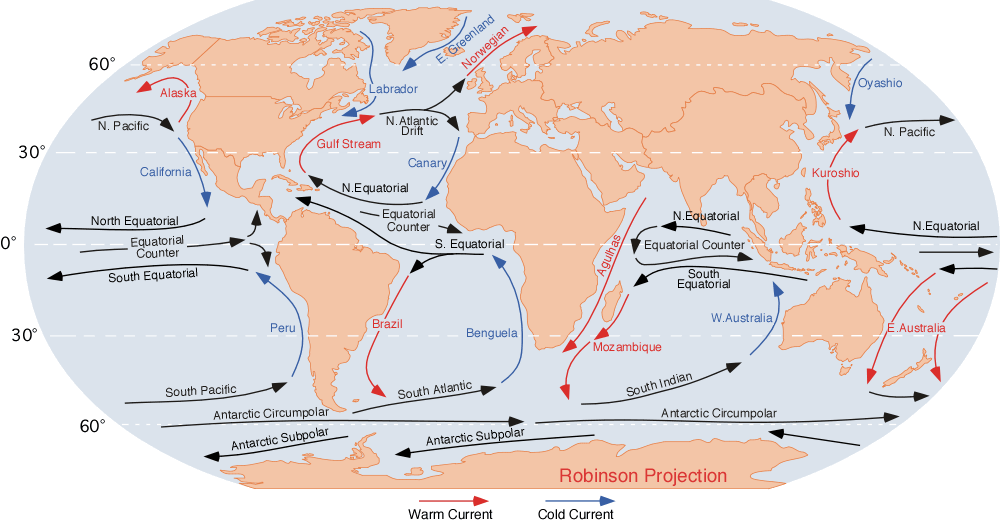
Le principali correnti oceaniche

La corrente di Capo Horn è una corrente oceanica fredda che fluisce da ovest ad est attorno al Capo Horn.
La corrente è causata dall'intensificazione della corrente circumpolare antartica quando essa doppia Capo Horn. 